# Запорожский академический областной театр юного зрителя
Запорожский областной театр юного зрителя (укр. Запорізький академічний театр молоді) — академический театр юного зрителя в Запорожье.

## История
Запорожский театр юного зрителя открылся 20 ноября 1979 года показом спектакля «Драматическая песня» М. Анчарова и Б. Равенских. Руководителем театра стал заслуженный артист УССР Александр Король. Вначале театр не располагал своим помещением и был вынужден работать в различных Дворцах культуры. Тем не менее, коллектив театра успешно развивался и в 1984 был выбран среди шести ТЮЗов Украины для представления театрального искусства на VІІІ конгрессе Международной ассоциации детских и юношеских театров в Москве.
Коллектив театра создавался из актёров-выпускников Киевского государственного института театрального искусства им. И. Карпенко-Карого и Харьковского института театрального искусства, и профессиональных актёров. В разное время в театре работали:
- режиссёры: народный артист Украины А. Король, заслуженный деятель искусств Украины В. Денисенко, заслуженный деятель искусств Украины Е. Головатюк, И. Борис[укр.], В. Клименко;
- директора: И. Беленький, А. Заика;
- художники: Ю. Жолудев, А. Александров, В. Краснов, И. Кохан;
- композиторы: Ю. Крохин, Д. Савенко, Н. Попов, Т. Власенко;
- актёры: народный артист Украины В. Неведров[укр.], заслуженный артист Украины А. Тихомиров[укр.], заслуженный артист Украины В. Кошель[укр.], заслуженный артист Украины А. Ященко[укр.], заслуженный артист Украины В. Голяк, В. Гончаров, В. Лютинская, Н. Стадниченко, Л. Фриган, И. Яновская.

С театром сотрудничали драматурги: Я. Верещак, В. Нестайко, Я. Стельмах, Е. Евтушенко. На постановки театра приглашались режиссёры из Киева (М. Карасёв, В. Балкашинов), Тернополя (П. Ластивка), Москвы (А. Васильев, А. Дрознин), Санкт-Петербурга (В. Волков).
Театр ставил спектакли различных жанров: комедии, драмы, трагикомедии, детские музыкальные представления. Здесь ставили произведения Н. Гоголя, Н. Эрдмана, В. Маяковского, У.Шекспира, Э. де Филиппо, Н. Садур, Э. Ростана, А. Чехова, А. Островского, И. Франко, Л. Костенко, С. Маршака, Корнея Чуковского и др.
В 1988 г. театр стал называться «Театром молодёжи», что дало возможность расширить зрительскую аудиторию. Театр сотрудничал с театром г. Оберхаузена (Германия), что позволило создать два спектакля: «Безымянная звезда» Г. Себастьану, поставленный режиссёром В. Денисенко на сцене оберхаузенского театра, и «Добрый человек из Сычуани» Б. Брехта, поставленный немецким режиссёром. В 1994 г. театр принял участие в международном театральном фестивале эсперантистов в Венгрии, для чего актёрам театры пришлось изучить язык эсперанто сыграть на нём спектакль «Маугли».
Работа театра оценивалась критиками (В.Заболотная, Л.Приходько, А.Чепалов, В.Гайдабура). Положительные отзывы о театре неоднократно публиковались в таких журналах как «Украинский театр», «Театр плюс», «Просцениум», «Страстной бульвар» театроведы обращали внимание на высокий исполнительский уровень коллектива, стремление к эксперименту, к поиску новых форм, к обновлению сценического языка.
С 2005 г. художественным руководителем театра стал заслуженный деятель искусств Украины Геннадий Фортус. В этом же году театр переехал в здание дома культуры строителей. В 2011 году театр получил звание академического.

## Театр сегодня
Ныне коллектив театра состоит из профессиональных актёров, а постановки театра не раз получали награды, премии и призы на многих театральных фестивалях. В труппе есть также молодые выпускники Запорожского национального университета. В театре работает композитор и заслуженный деятель искусств Украины Лилия Гринь.
Театр является лауреатом республиканских, всесоюзных, международных фестивалей, проводившихся в Киеве, Львове, Москве, Харькове. Театр не раз получал награды всеукраинских театральных фестивалей, он является лауреатом фестиваля «Театральный Донбасс—2004». В 2007, 2009 гг. театр признан лучшим на Открытом фестивале театров для детей и юношества «ТЮГ-2007», «ТЮГ-2009». В 2006, 2007, 2008, 2010, 2011 гг. труппа театра стала победителем смотра-конкурса премьерных спектаклей Приднепровья «Січеславна». Театр неоднократно становился лауреатом фестиваля «Добрый Театр».

## Репертуар театра
Репертуар театра состоит более чем из 30 представлений, поставленным по классической и современной литературе по произведениям С. Я. Маршака, Н. Шувалова, М. Фейна, К. Чуковского и др.